# Lac Misérin
Le lac Misérin est un lac alpin de la Vallée d'Aoste, dans le massif du Grand-Paradis au Nord-Ouest de l'Italie. Il est situé en amont dans la haute vallée de Champorcher, à une altitude de 2 580 mètres.
Le refuge Misérin se trouve à proximité du lac et du Sanctuaire Notre-Dame-des-Neiges, lieu de pèlerinage le 5 août.

## Localisation
Le lac se trouve en contrebas de la fenêtre de Champorcher, qui délimite les vallées de Cogne et de Champorcher. Autour du lac émergent la Rose des Bancs et le mont Glacier.
Le lac alimente l'Ayasse qui traverse la vallée de Champorcher et se jette dans la Doire Baltée à Hône.

## Accès
L'accès se fait par sentier depuis le hameau Dondénaz, au fond de la vallée de Champorcher.